# Iceage
Iceage — датская панк-группа, появившаяся в 2008 году. В состав вошли 16—18-летние друзья детства: вокалист и гитарист Элиас Бендер Рённенфельт, басист Якоб Твиллинг Плесс, барабанщик Дан Кьер Нильсен и гитарист Йохан Суррбалле Виет. На студии датского гитариста Петера Петера Iceage записали одноимённый 4-трековый мини-альбом, вышедший в октябре 2009 года под лейблом Escho.
Подписав контракт с лейблом Tambourhinoceros для Дании и с What’s Your Rupture? для остальных стран, в 2011 году они выпустили альбом New Brigade и гастролировали вместе с JEFF the Brotherhood и Fucked Up. Дебютная пластинка получила положительные отзывы критиков и вошла в списки лучших по итогам года, составленных изданиями New York Magazine, The Guardian и Spin, а также была номинирована на скандинавскую музыкальную премию Nordic Music Prize.

## Дискография

### Студийные альбомы
- New Brigade (2011)
- You’re Nothing (2013)
- Plowing Into the Field of Love (2014)
- Beyondless (2018)
- Seek Shelter (2021)

### Мини-альбомы
- Iceage (2009)